# 宮島詠士
宮島 詠士（みやじま えいし、慶応3年10月20日（1867年11月15日） - 昭和18年（1943年）7月9日）は、明治から昭和前期にかけて活躍した能書家、教育家（中国語）。山形県米沢の出身。名は吉美、通称は大八（だいはち）、詠士は字で、号に詠而帰廬主人がある。
詠士は明治37年（1904年）に中国語の教科書『官話急就篇』を刊行し、中国語の私塾・善隣書院を創設して生涯その経営にあたるなど、戦前の中国語教育に大きな足跡を残した。また書家としても著名で、代表作『犬養公之碑』は日本書道史に異彩を放つ楷書碑として尊い。書の門弟に上條信山、藤本竹香がいる。
国立国会図書館 憲政資料室所蔵『宮島誠一郎関係文書』、早稲田大学図書館所蔵『宮島誠一郎文書』、神戸大学附属図書館所蔵『宮島家文書』には一部大八関係の資料が収められている。

## 略歴
政治家・宮島誠一郎を父、やよを母として米沢に生まれ、幼少の頃、父母とともに上京し、11歳で勝海舟の門に入った。平河学校（現・千代田区立麹町小学校）を卒業。平河学校では、学年は違うものの児童文学者の巖谷小波や商法学者の高根義人、洋画家の黒田清輝らと親しくなり、その交流は終生続いた。明治17年（1884年）東京外国語学校の支那語科を卒業し、明治20年（1887年、20歳）清国公使・黎庶昌の勧めで渡清して清末の碩学として著名な張裕釗に直接師事した。当時、裕釗は保定の蓮池書院で教鞭を執り後進を指導していた。裕釗は文章家として知られ、その文辞の技量とともに碑学派の書人として評価されていた。
明治24年（1891年）11月一時帰国し、翌明治25年（1892年）4月旧米沢藩士保科忠次郎の長女よしを妻に迎え、同年10月再び清国の裕釗の下に向かう。
詠士は裕釗が没した明治27年（1894年）までの足かけ8年にわたり経学・文学・書法を学んだ。特に裕釗の筆法についてその真髄を極め、中国を去るにのぞんで同門の諸子は、「中国の書東す。」（中国の書道、日本に移る）といって惜しんだという。詠士は終生、裕釗の用筆を誇示して日本にその書風を伝え、「張裕釗といえば宮島詠士」と評された。裕釗と詠士は北魏楷書の頂点とされる『張猛龍碑』で一家をなした書家として書道史にその名を刻んでいる。
帰国後、詠士は日中交流を担う次世代の教育のために『官話急就篇』など多くの中国語教科書を編纂し、東京の麹町他で中国語塾・善隣書院を経営して没するまでの50年にわたり院長として教育に尽力した。その間、東京帝国大学、東京外国語学校の講師を勤めたこともある。
ベルサイユ講和会議の全権となった牧野伸顕から渡欧に先立ち会議に於ける提言について意見を求められ、皮膚の色を超越した人類の無差別平等を進言している。

## 書と作品
明治から大正は書家と学者と文人の区別がつきにくい時代で、この時代の第一流の書家といわれた人は学者でもあり詩人でもあった。芸術家というよりはむしろ学のあることが要求され、自らもまたそのように心がけた。つまり、現在の専門的な学者と職業的な書家の中間的な存在で、文人書家と呼ばれた。しかし、詠士は純粋な学者でも詩人でもなく、教育家として独特な地位を有する人で、文人書家の特例的な存在であった。詠士は中国に知人が多く、中国問題については強い信念と理想とをもっていたため、民間における興亜運動の一勢力をなしていた。よって、その書もそのような門下に貴ばれ、一般には親しまれていなかった。
詠士は『九成宮醴泉銘』と『張猛龍碑』を最もよく臨書し、『高貞碑』、顔真卿なども学んだ。その書風は張裕釗直伝の書に、米芾などの筆法を取り入れた特異なもので、切れ味の鋭い筆画、狭い懐、短い横画、左右への長い払いなどを特徴とする。筆にたっぷりと墨を含ませて書き、墨のにじんた部分が一種独特の風情を示している。

## 張裕釗の書
裕釗は『張猛龍碑』と『九成宮醴泉銘』を学び、北魏楷書の峻厳さに唐碑のもつ安定感を共存させ、そこに鄧石如が切り開いた篆書の筆法を投入して、清澄で雄大な楷書の作風を打ち立てた。随所に墨溜りを配し、立体感を醸成している。康有為が書論『広芸舟双楫』の中で、「碑学の集大成」と激賞したことが裕釗の書家としての知名度を上げる要因となった。

## 作風
詠士の作品は全体的に緊張感が溢れ、背勢の印象を強く与えるが、一つひとつの字形を見ると背勢・向勢が入り交じっていることがわかる。
一般的な書風は向勢と背勢に大別される。向勢は向かい合う縦画が互いに外にふくらむものであり、背勢は内に反り合うもの。この対照的な書法は南北朝時代の楷書に始まり、唐代に定形化する。向勢は南朝系、背勢は北朝系というように地域的な相違である。背勢の書は字形が引き締まり、緊張感と知性美をたたえた風格を表現し、向勢の書は字中に空間があり、字形のゆとりがあって、豊かで包容力のある作風をもたらす。神戸大学教授の魚住和晃は、「優れた作品とは、背勢と見せて実は向勢、向勢かと思わせて逆に背勢を効果的に生かした、両面を備えたものということになろう。」と述べている。
詠士の40代前後の作品は六朝風のアンバランスの造形になっているが、50代に入ってからは『九成宮醴泉銘』を消化して整斉なものに再編し、書風を一変した。しかし、重厚な六朝の風韻が内に蔵され、近代的な洗練さと明るさが光っている。碑への揮毫は6基あり（『佐藤継信之碑』、『犬養公之碑』など）、最後の碑の『犬養公之碑』は詠士晩年の最高傑作である。

## 犬養公之碑
『犬養公之碑』（いぬかいこうのひ）は、犬養木堂の伝記を記した記念碑で、木堂（ぼくどう）の郷里・岡山県岡山市北区川入の犬養家墓地に現存する。碑額には『故内閣総理大臣犬養公之碑』と6行で書かれており、本文とともに詠士の書である。『張猛龍碑』と『九成宮醴泉銘』の筆法を極めた張裕釗直伝の書風で、楷書碑の傑作と評される。
碑末に、「昭和十一年十月 松平康國撰 宮島大八書」とあるように、木堂が没してから4年後に松平康國が撰文した。内容は五・一五事件で「話せばわかる」の一言をのこして射殺されたことにまで言及している。詠士の執筆はそれから2年後の昭和13年（1938年、72歳）で、非常な苦心の結果なったものといわれており、一点一画を大切に運筆している。
木堂は書にすぐれ、明治から昭和の政界において副島蒼海に次ぐ文人書家と評される。日中のあらゆる書に興味を抱き、幅広い知識を持ちながら、はじめ北宋の書を好んで米芾、蘇軾、黄庭堅を学び、後には張裕釗を学んで木堂流を創り出した。よって、裕釗を習った木堂の碑の筆者として、詠士は極めて相応しい人物だったのである。

## 書論
以下、詠士の書論とその解説を記す。
- 「書線の理想とは、筆の軸先についている紐を持って筆をぶらさげ、振り子状にすっと一振りして引かれた線だ。」[10]

詠士の書線はきれが鋭く、透明感において追随を許さない。その極意がこれで、中国の書論では、懸針といわれる理論である。最澄の『久隔帖』の品格の溢れた作風は唐代に盛行した王羲之や欧陽詢の書法を踏まえたものであるが、その筆跡の中にも振り子運動がよく察知される。
- 「男子たるもの、生まれたからには為すべき大業がある。これを成就するには精神が大切だ。身を正し心を磨くには書が一番だ。」[1]

詠士にとって書とは人間形成のためであり、書を人に見せることも、人に教えることも好まなかった。そして、自らを正し、自らを戒める鏡として、終生、筆を離さなかった。実際に詠士の人格と書を慕い、各方面から揮毫を求められたが容易に書かず、また書道界から特別招待出品を依頼されてもほとんど応じることはなかった。
- 「書は自分で研究し、自分で発見していくものだ。」[1]

詠士は上條信山に手本を与えたり、添削をすることはほとんどなかった。が、時に小さな作品一点を応接室の机上に置いて鑑賞させた。裕釗も詠士に『張猛龍碑』の拓本を与えただけで、直接指導することはせずに、独力で書法を身に付けるよう促したという。

## 著作
- 『官話急就篇』（明治37年（1904年）刊）
- 『急就篇』（昭和8年（1933年）刊、『官話急就篇』の改訂版で書名も変えた）
- 『急就篇総訳』（昭和9年（1934年）刊、上記『急就篇』の訳本）、など

詠士の著作『官話急就篇』の書名は、前漢時代の字書である『急就篇』（『急就章』とも）から借用したと考えられるが、内容はまったく違うものである。戦前に中国語を志す人は誰でも一度は『官話急就篇』を手にしたという。

## 日中友好への思い
詠士は中国人を尊敬し、日中友好を強く望んだ。そして、「日中の真の友好はまず話し合うことだ。それには中国語の修得が必要だ。」と考え、『官話急就篇』を公刊し、善隣書院を創設した。ここには漢学者の中島竦が講師として迎えられモンゴル語と中国語を教えている。上條信山が、中国へ旅立つ青年を詠士のもとに連れていった時、詠士は即座に筆を執って一句を揮毫し、「中国は兄弟の国だ。一稼ぎしようというようなつまらない考えではいかん。中国の土となる心がけで行きなさい。」と激励したという。
詠士のところにはいつも日中の要人の往来が激しく、政界、財界、学界、軍人等の大官が中国問題について相談に来ていた。昭和12年（1937年）頃の夏、信山は偶然に詠士と山本五十六が離れ座敷で話しているのを目撃した。後年、信山は、「あくまでも中国との戦争を避けようと願った、あの日の対座のお姿は今も私の眼底に焼きついている。」と記している。
日中戦争勃発直後に中野正剛の紹介状を持った木村東介が仲間を連れて詠士の渋谷の自宅を訪ねている。この時詠士は日本の軍や官僚、政治家、右翼たちを激しくこきおろした後、「支那の何万何十万の無辜の民を殺し、幾多有為の日本青年の骨を中国の山河に晒して、いったい、なんの得るところがある。中野の馬鹿者にそう言っておけ。」と言って叱り飛ばし玄関先で追い返している。